# Eupithecia andalusica
Eupithecia andalusica är en fjärilsart som beskrevs av Eugen Wehrli 1926. Eupithecia andalusica ingår i släktet Eupithecia och familjen mätare. Inga underarter finns listade i Catalogue of Life.